# Esparragosa de Lares (kommunhuvudort)
Esparragosa de Lares är en kommunhuvudort i Spanien.   Den ligger i provinsen Provincia de Badajoz och regionen Extremadura, i den centrala delen av landet, 210 km sydväst om huvudstaden Madrid. Esparragosa de Lares ligger 471 meter över havet och antalet invånare är 1 054.
Terrängen runt Esparragosa de Lares är huvudsakligen platt, men den allra närmaste omgivningen är kuperad. Esparragosa de Lares ligger uppe på en höjd. Runt Esparragosa de Lares är det mycket glesbefolkat, med 6 invånare per kvadratkilometer. Närmaste större samhälle är Talarrubias, 7,5 km norr om Esparragosa de Lares. Trakten runt Esparragosa de Lares består till största delen av jordbruksmark.